# George Rawdon-Hastings, II marchese di Hastings
George Augustus Francis Rawdon-Hastings, II marchese di Hastings (4 febbraio 1808 – 13 gennaio 1844), è stato un nobile inglese.

## Biografia
Era il figlio di Francis Rawdon-Hastings, I marchese di Hastings, e di sua moglie, Flora Mure-Campbell, VI contessa di Loudoun.

## Carriera
Alla morte del padre nel 1826 gli successe al marchesato e nel 1840 ereditò i titoli della madre. È stato Gentleman of the Bedchamber di Guglielmo IV (1830-1831).

## Matrimonio
Sposò, il 1 agosto 1831, Barbara Yelverton, XX baronessa Grey de Ruthyn (20 maggio 1810-18 novembre 1858), figlia di Henry Yelverton, XIX barone Grey de Ruthyn. Ebbero sei figli:
- Paulyn Rawdon-Hastings, III marchese di Hastings (2 giugno 1832-17 gennaio 1851);
- Lady Edith Maud Rawdon-Hastings, X contessa di Loudoun (10 dicembre 1833-23 gennaio 1874), sposò Charles Abney-Hastings, I barone Donington, ebbero sei figli;
- Lady Bertha Lelgarde Rawdon-Hastings, XXII baronessa Grey (30 aprile 1835-15 dicembre 1887), sposò Augustus Clifton, ebbero quattro figli;
- Lady Victoria Maria Louisa Rawdon-Hastings (18 luglio 1837-30 marzo 1888), sposò John Kirwan, ebbero cinque figli;
- Henry Rawdon-Hastings, IV marchese di Hastings (22 luglio 1842-10 novembre 1868);
- Lady Frances Augusta Costanza Muir Rawdon-Hastings (16 marzo 1844-1 settembre 1910), sposò Charles Marsham, IV conte di Romney, ebbero cinque figli[1].

## Morte
Morì il 13 gennaio 1844.

## Ascendenza
|                                                 |                |                                             | Genitori                                     |  |  | Nonni |  |  | Bisnonni                   |  |  | Trisnonni                   |  |
|                                                 |                |                                             |                                              |  |  |       |  |  | John Rawdon, III baronetto |  |  | Arthur Rawdon, II baronetto |  |
|                                                 |                |                                             |                                              |  |  |       |  |  | John Rawdon, III baronetto |  |  | Arthur Rawdon, II baronetto |  |
|                                                 |                | Helena Graham                               |                                              |  |  |       |  |  | John Rawdon, III baronetto |  |  |                             |  |
| John Rawdon, I conte di Moira                   |                |                                             |                                              |  |  |       |  |  | John Rawdon, III baronetto |  |  |                             |  |
|                                                 |                | Dorothea Levinge                            | Richard Levinge, I baronetto                 |  |  |       |  |  |                            |  |  |                             |  |
|                                                 |                | Dorothea Levinge                            | Richard Levinge, I baronetto                 |  |  |       |  |  |                            |  |  |                             |  |
|                                                 |                | Dorothea Levinge                            | Mary Corbyn                                  |  |  |       |  |  |                            |  |  |                             |  |
| Francis Rawdon-Hastings, I marchese di Hastings |                | Dorothea Levinge                            |                                              |  |  |       |  |  |                            |  |  |                             |  |
|                                                 |                | Theophilus Hastings, IX conte di Huntingdon | Theophilus Hastings, VII conte di Huntingdon |  |  |       |  |  |                            |  |  |                             |  |
|                                                 |                | Theophilus Hastings, IX conte di Huntingdon | Theophilus Hastings, VII conte di Huntingdon |  |  |       |  |  |                            |  |  |                             |  |
|                                                 |                | Theophilus Hastings, IX conte di Huntingdon | Mary Frances Fowler                          |  |  |       |  |  |                            |  |  |                             |  |
| Elizabeth Hastings, XIII baronessa Hastings     |                | Theophilus Hastings, IX conte di Huntingdon |                                              |  |  |       |  |  |                            |  |  |                             |  |
|                                                 |                | Selina Shirley                              | Washington Shirley, II conte di Ferrers      |  |  |       |  |  |                            |  |  |                             |  |
|                                                 |                | Selina Shirley                              | Washington Shirley, II conte di Ferrers      |  |  |       |  |  |                            |  |  |                             |  |
|                                                 |                | Selina Shirley                              | Mary Levinge                                 |  |  |       |  |  |                            |  |  |                             |  |
| George Rawdon-Hastings, II marchese di Hastings |                | Selina Shirley                              |                                              |  |  |       |  |  |                            |  |  |                             |  |
|                                                 | James Campbell | James Campbell, II conte di Loudoun         |                                              |  |  |       |  |  |                            |  |  |                             |  |
|                                                 | James Campbell | James Campbell, II conte di Loudoun         |                                              |  |  |       |  |  |                            |  |  |                             |  |
|                                                 | James Campbell | Margaret Montgomerie                        |                                              |  |  |       |  |  |                            |  |  |                             |  |
| James Mure-Campbell, V conte di Loudoun         | James Campbell |                                             |                                              |  |  |       |  |  |                            |  |  |                             |  |
|                                                 |                | Jane Boyle                                  | David Boyle, I conte di Glasgow              |  |  |       |  |  |                            |  |  |                             |  |
|                                                 |                | Jane Boyle                                  | David Boyle, I conte di Glasgow              |  |  |       |  |  |                            |  |  |                             |  |
|                                                 |                | Jane Boyle                                  | Jean Mure                                    |  |  |       |  |  |                            |  |  |                             |  |
| Flora Mure-Campbell, VI contessa di Loudoun     |                | Jane Boyle                                  |                                              |  |  |       |  |  |                            |  |  |                             |  |
|                                                 |                | John MacLeod                                | Malcolm MacLeod                              |  |  |       |  |  |                            |  |  |                             |  |
|                                                 |                | John MacLeod                                | Malcolm MacLeod                              |  |  |       |  |  |                            |  |  |                             |  |
|                                                 |                | John MacLeod                                | Mary MacKenzie                               |  |  |       |  |  |                            |  |  |                             |  |
| Flora MacLeod                                   |                | John MacLeod                                |                                              |  |  |       |  |  |                            |  |  |                             |  |
|                                                 |                | Jane MacQueen                               | Angus MacQueen                               |  |  |       |  |  |                            |  |  |                             |  |
|                                                 |                | Jane MacQueen                               | Angus MacQueen                               |  |  |       |  |  |                            |  |  |                             |  |
|                                                 |                | Jane MacQueen                               | Jane MacKenzie                               |  |  |       |  |  |                            |  |  |                             |  |
|                                                 |                | Jane MacQueen                               |                                              |  |  |       |  |  |                            |  |  |                             |  |